# Barbacs
Barbacs è un comune di 763 abitanti situato nella contea di Győr-Moson-Sopron, nell'Ungheria nordoccidentale.